# Agent frigorific
Un agent frigorific este o substanță folosită ca agent de lucru în instalații frigorifice sau pompe de căldură, ce suferă reversibil schimbări de fază de la gaz la lichid, transportând astfel căldura de la un mediu la altul. Transferul de căldură se face prin încălzire, vaporizare (trecerea din stare lichidă în stare gazoasă preluând căldură) și apoi prin răcire și condensare (trecerea din stare gazoasă în stare lichidă cedând căldură) la temperaturi scăzute sau ale mediului ambiant. 

## Proprietăți
Proprietățile termodinamice dorite la un agent frigorific sunt: punct de fierbere sub temperatură țintă, presiune de vapori cât mai apropiată de presiunea atmosferică, presiunea de condensare cât mai redusă pentru a realiza consumuri energetice mici, căldura latentă de vaporizare să fie cât mai mare pentru a asigura debite masice reduse, căldura masică în stare lichidă să fie cât mai mică pentru a nu apare pierderi mari prin procesul de laminare adiabatică. Alte proprietăți ce trebuie să le prezinte un agent frigorific sunt: să nu fie coroziv, să nu fie poluant, să nu prezinte pericol de inflamabilitate, explozie și toxicitate, să aibă o contribuție nulă la încălzirea globală.

## Istorie
Istoricul agenților frigorifici începe în anul 1834, când americanul Jacob Perkins brevetează o mașină frigorifică funcționând prin compresiune mecanică de vapori, utilizând că agent frigorific oxidul de etilenă. Utilizarea unei asemenea mașini s-a dovedit rapid limitată de nivelul ridicat de inflamabilitate al acestui agent.
În 1876 Carl von Linde, datorită utilizării amoniacului ca agent frigorific, permite adevărată dezvoltare a instalațiilor frigorifice prin compresiune mecanică de vapori.
În 1880, introducerea unui nou agent frigorific, anhidrida carbonică, reprezintă începutul utilizării instalațiilor frigorifice pentru îmbarcarea la bordul navelor a produselor alimentare.
În 1920, prin utilizarea anhidridei sulfuroase și a clorurii de metil, apar primele mașini frigorifice de uz casnic sau comercial.
Începând din 1930, apar primele hidrocarburi fluorurate și clorurate. Datorită caracteristicilor foarte interesante din punct de vedere termodinamic și datorită marii lor stabilități atât termice cât și chimice, utilizarea acestora va aduce o ameliorare considerabilă atât lipsei de fiabilitate cât și a siguranței în funcționare a instalațiilor frigorifice cu comprimare mecanică. Așa se explică de ce în comparație cu amoniacul și clorura de metil, aceste substanțe poartă denumirea de agenți frigorifici de siguranță.
În numeroase țări, pe lângă denumirea de freoni, agenții frigorifici pot fi întâlniți și sub diverse denumiri comerciale, care pentru același produs diferă de la țara la țara și de la un producător la altul. R12 de exemplu, este numit Forane 12 (denumirea comercială a Uzinei Kuhlmann din Franța), Flugene 12 (denumirea comercială a firmei Pechine Saint-Gobain din Franța), sau Genetron 12 (denumirea comercială a societății Allied Chemical din S.U.A.). În unele publicații științifice, chiar și denumirea de freoni, pentru desemnarea agenților frigorifici, este considerată comercială.

## Compoziție chimică
Din punct de vedere al compoziției chimice, freonii, care sunt hidrocarburi fluorurate, pot fi împărțiți în trei mari categorii:
- CFC (clorofluorocarburi), freonii clasici, care conțin Cl foarte instabil în moleculă;
- HCFC (hidroclorofluorocarburi), freoni denumiți de tranziție, care conțin în moleculă și hidrogen, datorită căruia Cl este mult mai stabil și nu se descompune atât de ușor sub acțiunea radiațiilor ultraviolete;
- HFC (hidrofluorocarburi), considerați freoni de substituție definitivă, care nu conțin deloc în moleculă atomi de Cl.

Pe lângă cele trei categorii de agenți frigorifici menționate, există și agenți frigorifici naturali, între care amoniacul (NH3), simbolizat și prin R717, este cel mai important și cel mai utilizat, datorită proprietăților sale termodinamice care îl fac cel mai performant agent frigorific din punct de vedere al transferului termic.
În ultimul timp începe să fie tot mai utilizat că agent frigorific propanul, simbolizat prin R290, care reprezintă un înlocuitor excelent pentru R22, având o compatibilitate perfectă cu uleiurile utilizate în compresoarele pentru R22 și asigurând o eficiență frigorifică superioară față de R22. Propanul este utilizat și în unele tipuri de pompe de căldură. Singura problemă legată de utilizarea propanului ca agent frigorific, este reprezentată de inflamabilitatea ridicată a acestuia.